# Pomník osvobozené půdy
Pomník Osvobozené půdy, nazývaný také Od roboty ke Svobodě, je pomník v obci Sedliště v okrese Frýdek Místek. Nachází se na kopci Černá zem u Bezručovy vyhlídky v pohoří Podbeskydská pahorkatina v Moravskoslezském kraji.

## Historie a popis památníku
Na vrcholu kopce Černá zem je uměle vytvořená mohyla ohraničená keři a na mohyle je postaven památník Osvobozené půdy. Sokl s nápisy je vytvořen z kamenných pískovcových kvádrů z památných slezských míst: Javorový, Hrčava, Smrk, Čantorye, Lubno, Lysá hora aj. Na soklu je zemědělský kameninový pluh znázorňující osvobozenou půdu od roboty. Původní památník byl postaven s podporou Lašského národopisného spolku Sedlišťané. Slavnostní instalace základních kamenů byla dne 28. října 1928 u příležitosti oslav 10 let existence Československa, oslav 80. výročí zrušení roboty a za účasti krojovaných skupin Slezanů. Původním záměrem bylo vybudovat mausoleum jako místo posledního odpočinku velkého českého básníka slezského lidu Petra Bezruče (1867-1958). Petr Bezruč si místo oblíbil, věnoval mu jednu svou báseň, navštěvoval zdejší písmáky a také se přátelil se s Jožou Vochalou - folkloristou z Lašského národopisného spolku Sedlišťané. Avšak myšlenka mauzolea se neuskutečnila (Petr Bezruč je pohřben v rodné Opavě) a tak byl vybudován památník, který byl slavnostně odhalen dne 4. září 1932. Tento památník byl vyšší než současný a byly na něm nápisy Půda, Práce, Chléb a Mír. Během druhé světové války byl památník zničen. Po osvobození byl památník znovu postaven v nynější menší podobě asi v roce 1946.

## Další informace
U památníku Osvobozené půdy byly pořádány různé národopisné a společenské akce. Poblíž se nachází sousoší Poutník a jeho múzy. Z místa, které je celoročně volně přístupné, je výhled do okolí a také je zde sezonní stánek s občerstvením.

## Galerie

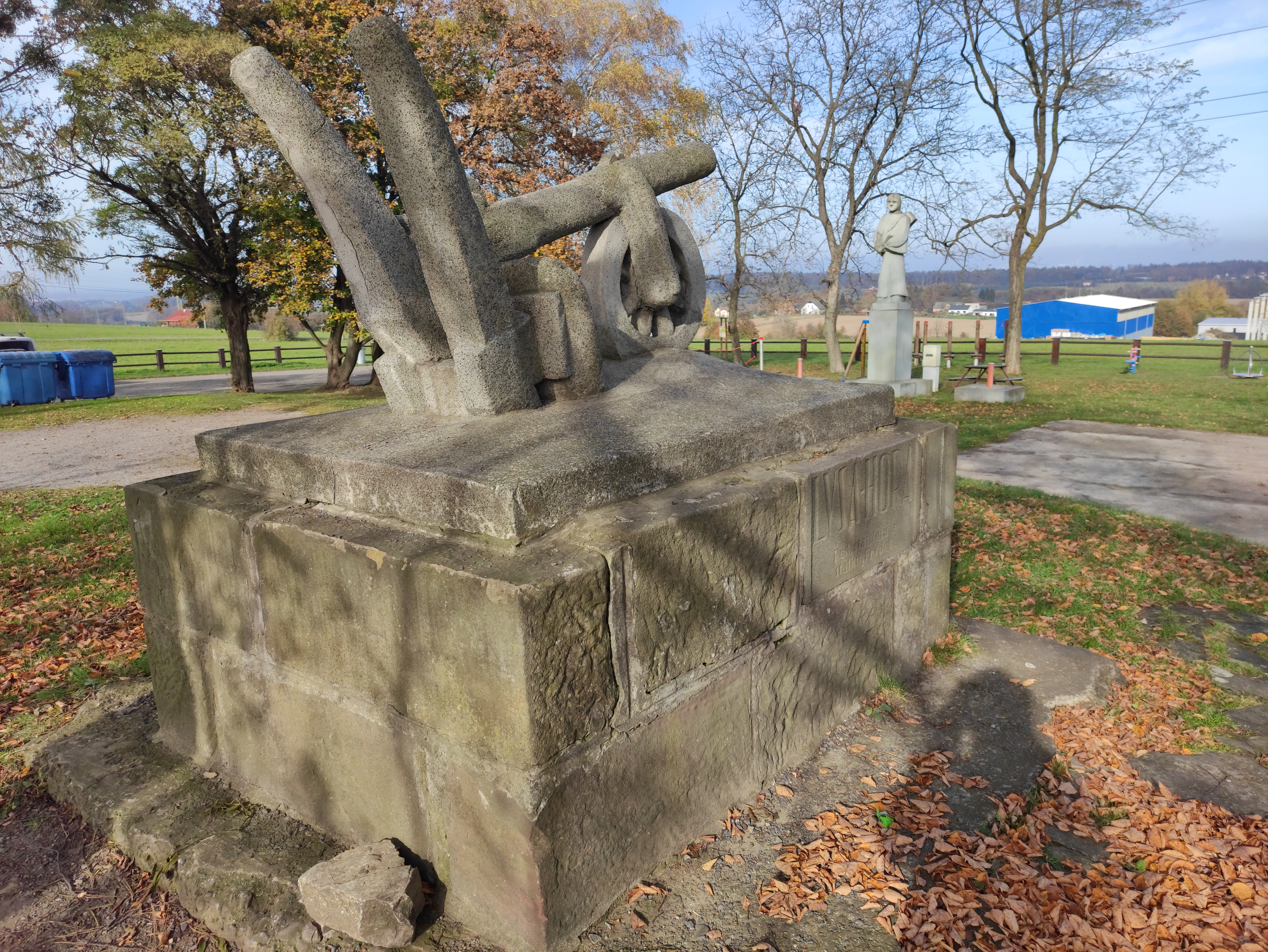
Detail pomníku
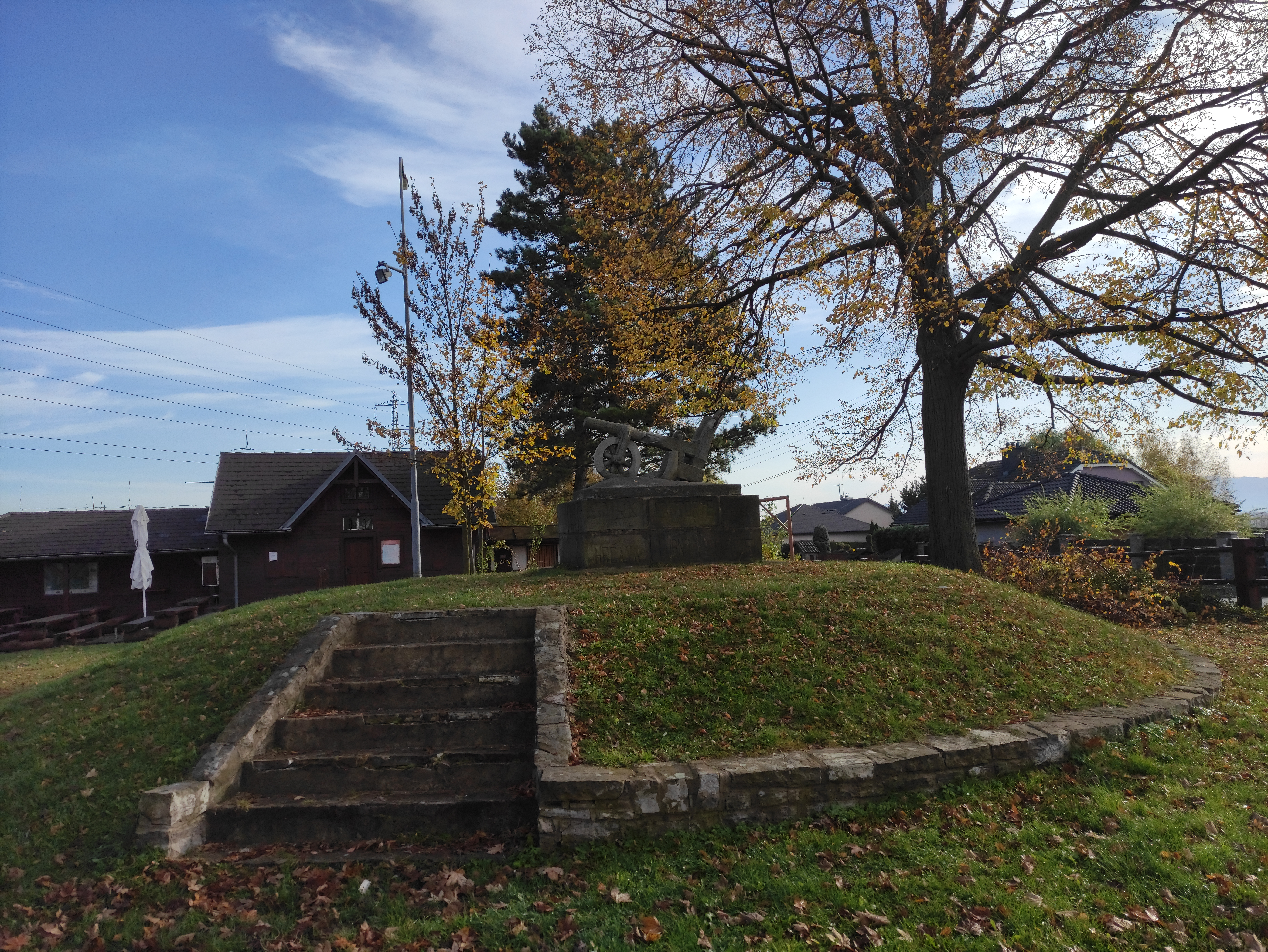
Pohled na pomník umístěný na malé mohyle